# Stea Albastră Kachina
În mitologia poporului Hopi, Steaua Albastră Kachina (engleză: Kachina Blue Star) sau Saquasohuh este o Kachina sau un spirit, care va semnifica venirea sfârșitului lumii prin apariția sa sub forma unei stele albastre. Despre Saquasohuh  se spune că va fi al nouălea semn și ultimul înainte de "Ziua Purificării", descrisă ca o catastrofă sau ca un cataclism care va duce la distrugerea Pământului. Teoreticieni ai conspirației au interpretat această profeție ca o referință la sosirea iminentă a extratereștrilor.

## Prezentare
Conform legendei Hopi prezentată de către scriitorul Frank Waters, la începutul timpului, Taiowa, Zeul Creator, l-a creat pe nepotul său, Sótuknang, pentru a construi locuri care să susțină viață. Din neant, Sótuknang a creat nouă universuri sau lumi: unul pentru Taiowa, unul pentru el însuși și încă șapte pentru alte vieți. Primele trei dintre aceste șapte lumi, Tokpela, Tokpa și Kuskurza au fost deja locuite și ulterior distruse din cauza corupției și răutății omului. De fiecare dată când una dintre lumi a fost distrusă, credincioșii Hopi au fost luați în subteran și salvați de la distrugere pentru ca să apară mai târziu și să populeze lumea viitoare. Conform cărții lui Waters, care a fost scrisă în anii 1960, Hopi cred că omenirea se află în prezent în a patra lume numită Túwaqachi. Ca și lumile anterioare, despre universul Túwaqachi de asemenea s-a profețit că va fi distrus din cauza corupției umanității. 

## Semnele distrugerii
Nouă semne ale distrugerii au fost prezentate de către Pană Albă (White Feather), un Hopi în vârstă, lui Bob Frissell în 1958. Aceste semne au fost înregistrate în cartea lui Frissell numită Something in this Book is True:
Acesta este primul semn: Ni se spune de venirea oamenilor cu pielea albă, cum ar fi Pahana, dar care nu trăiesc ca Pahana, bărbați care au luat pământul care nu era al lor. Și oameni care au lovit dușmanii lor cu tunete.
Acesta este al doilea semn: Pământurile noastre vor vedea venirea roților care se rotesc pline de voci. În tinerețea sa, tatăl meu a văzut împlinirea acestei profeții.
Acesta este al treilea semn: Un animal ciudat ca un bivol dar cu coarne mari și lungi va invada țara în număr mare. Aceste lucru Pană Albă l-a văzut cu ochii săi.
Acesta este al patrulea semn: Pământul va fi traversat de șerpi de fier.
Acesta este al cincilea semn: Pământul va fi traversat de o pânză uriașă de păianjen.
Acesta este al șaselea semn: Pământul va fi traversat de râuri de piatră care vor străluci sub soare.
Acesta este al șaptelea semn: Veți auzi că marea va deveni neagră și că multe lucruri vii vor muri din cauza asta.
Acesta este al optulea semn: Veți vedea mulți tineri, care își vor purta părul lung ca poporul meu, cum vin și se alătură popoarelor tribale pentru ca să învețe căile și din înțelepciunea lor.
Aceste opt semne care prefigurează sfârșitul lumii par să se fi îndeplinit în mare parte  și ar fi referiri la evenimente din trecut. Primul semn este interpretat ca o referire la sosirea europenilor în America de Nord, în timp ce al doilea ar fi apariția căruțelor și explorarea Americii de Nord de către bărbați albi. Semnele trei, patru și cinci s-ar referi la sosirea bovinelor, construcția căii ferate și respectiv răspândirea liniilor telefonice. Semnul șase s-ar referi la construcția șoselelor și al șaptelea la poluarea apelor.

## Semnul final
Ultim semn este descris astfel: " Veți auzi de un loc locuit în ceruri, aflat deasupra pământului, care va cădea ca într-un mare accident. Acestă [prăbușire] va arăta ca o stea albastră. Foarte curând după aceea, ceremoniile oamenilor mei vor înceta".  Waters a sugerat că un al Treilea Război Mondial va începe și că Statele Unite ale Americii vor fi distruse în acest război, supraviețuind doar Hopi și patria lor. Dacă Pahana, Adevăratul Frate Alb,  nu va fi în stare să mai găsească bărbați și femei necorupte, atunci pământul va fi complet distrus și nimeni nu va fi cruțat.